# Марньи (Арденны)
Марньи́ (фр. Margny) — коммуна во Франции, находится в регионе Шампань — Арденны. Департамент коммуны — Арденны. Входит в состав кантона Кариньян. Округ коммуны — Седан.
Код INSEE коммуны — 08275.
Коммуна расположена приблизительно в 240 км к востоку от Парижа, в 105 км северо-восточнее Шалон-ан-Шампани, в 50 км к востоку от Шарлевиль-Мезьера.

## Население
Население коммуны на 2008 год составляло 177 человек.
| 1962 | 1968 | 1975 | 1982 | 1990 | 1999 | 2008 |
| ---- | ---- | ---- | ---- | ---- | ---- | ---- |
| 211  | 212  | 185  | 164  | 143  | 172  | 177  |

## Экономика
В 2007 году среди 99 человек в трудоспособном возрасте (15—64 лет) 83 были экономически активными, 16 — неактивными (показатель активности — 83,8 %, в 1999 году было 77,9 %). Из 83 активных работали 82 человека (45 мужчин и 37 женщин), безработной была 1 женщина. Среди 16 неактивных 7 человек были учениками или студентами, 1 — пенсионером, 8 были неактивными по другим причинам.